# Xoridesopus tumulus
Xoridesopus tumulus là một loài tò vò trong họ Ichneumonidae.